# Catapodium
Catapodium  Link é um género botânico pertencente à família Poaceae, subfamília Pooideae, tribo Poeae.
O gênero apresenta aproximadamente 25 espécies. Ocorrem na Europa, África, Ásia, Australásia, América do Norte e América do Sul.

## Espécies
- Catapodium bifarium (Vahl) Link
- Catapodium coromandelianum (J. König ex Rottler) Link
- Catapodium demnatense (Murb.) Maire & Weiller
- Catapodium filiforme Nees ex Duthie
- Catapodium hemipoa (Delile ex Spreng.) Lainz
- Catapodium loliaceum (Huds.) Link
- Catapodium lolium (Balansa ex Coss. & Durieu) Hack.
- Catapodium mamoraeum (Maire) Maire & Weiller
- Catapodium marinum (L.) C.E. Hubb.
- Catapodium montanum (Boiss. & Reut.) Lainz
- Catapodium nepalense] Link
- Catapodium occidentale Paunero
- Catapodium patens (Brot.) Rothmaler & P. Silva
- Catapodium pungens Boiss.
- Catapodium rigescens (Grossh.) Bor
- Catapodium rigidum (L.) C.E. Hubb. ex Dony
- Catapodium salzmannii (Boiss.) Boiss.
- Catapodium syrticum Barratte & Murb.
- Catapodium tenellum (L.) Batt. & Trab.
- Catapodium tuberculosum Moris
- Catapodium zwierleinii (Lojac.) Brullo